# Автоматизированная система
Автоматизированная система представляет собой организационно-техническую систему, обеспечивающую выработку решений на основе автоматизации информационных процессов в различных сферах деятельности (управление, проектирование, производство и тому подобное) или их сочетаниях.
В зависимости от области применения даются уточнённые формулировки понятия «автоматизированная система».

## Виды автоматизированных систем

### Автоматизированные производственные системы
Когда нужно дать определение автоматизированной системы, предназначенной для обработки материальных или энергетических ресурсов (изготовления, сборки, транспортирования),организационно-техническая система, состоящая из средств автоматизации определенного вида или нескольких видов деятельности людей и персонала, осуществляющего эту деятельность.
Автоматизированная система производственного назначения (автоматизированная производственная система) осуществляет сбор информации с объекта управления, передает, преобразует и обрабатывает ее, формирует управляющие команды и выполняет их на управляемом объекте, то есть те функции, которые поддаются автоматизации. Человек определяет цели и критерии управления и корректирует их, когда изменяются условия, в частности, выполняет функции надзора за работой автоматизированных устройств, а в случае необходимости, изменяет программу их работы (задания) и принимает общие решения по управлению в измененных или сложных ситуациях.

### Автоматизированные информационные системы
Для автоматизированных систем, используемых в управлении, исследованиях, проектировании и др., смысл которых заключается в обработке информации, дано такое определение:
Автоматизированная система — Система, состоящая из персонала и комплекса средств автоматизации его деятельности, реализующая информационную технологию выполнения установленных функций.
В зависимости от вида деятельности различают следующие разновидности АС:
- АСУ (автоматизированные системы управления), которые в свою очередь в зависимости от вида объекта управления разделяются на:
  - АСУ технологическими процессами (АСУ ТП);
  - АСУ предприятиями (АСУП), производством (АСУП) и т. д;
- САП (системы автоматизированного проектирования):
  - САПР (системы автоматизированного проектирования и расчета);
  - САРР ТП (системы автоматизированного проектирования технологических процессов) и тому подобное;
- АСНИ (автоматизированные системы научных исследований);
- АС обработки и передачи информации:
  - АИПС (автоматизированная информационно-поисковая система);
  - АСИТО (автоматизированная система информационно-терминологического обслуживания) и тому подобное;
- САМ (АС технологической подготовки производства);
- автоматизированные системы контроля и испытаний;
- АС, объединяющие функции перечисленных выше систем.

АС реализуют информационную технологию в виде определенной последовательности информационно связанных функций, задач или процедур, выполняемых в автоматизированном (интерактивном) или автоматическом режиме.

## Состав и виды структур автоматизированных систем
В процессе функционирования АС является сочетанием:
- комплекса технических средств автоматизации (ТСА) — совокупность взаимосогласованных компонентов и комплексов программного, технического и информационного обеспечений, которые разрабатываются, изготавливаются и поставляются как продукция производственно-технического назначения:
  - программное обеспечение автоматизированной системы — совокупность программ на носителях информации с программной документацией;
  - техническое обеспечение автоматизированной системы — совокупность средств реализации управляющих воздействий, средств получения, ввода, подготовки, преобразования, обработки, хранения, регистрации, вывода, отображения, использования и передачи данных с конструкторской и эксплуатационной документацией;
  - информационное обеспечение автоматизированной системы — совокупность системно-ориентированных данных, описывающих принятый в системе словарь базовых описаний (классификаторы, типовые модели, элементы автоматизации, форматы документации и т. д), и актуализированных данных о состоянии информационной модели объекта автоматизации (объекта управления, объекта проектирования) на всех этапах его жизненного цикла.
- организационно-методического обеспечения автоматизированной системы — совокупность документов, определяющих: организационную структуру объекта и системы автоматизации, необходимых для выполнения конкретных функций, которые автоматизируются; деятельность в условиях функционирования системы, а также формы представления результатов деятельности;
- специалистов, которые используют выше перечисленное в процессе своей профессиональной деятельности.

Внутреннее построение систем характеризуют при помощи структур, описывающих устойчивые связи между их элементами. При описании АС используют следующие виды структур, отличающиеся типами элементов и связей между ними:
- функциональные (элементы — функции, задачи, процедуры; связи — информационные);
- технические (элементы — устройства, компоненты и комплексы; связи — линии и каналы связи);
- организационные (элементы — коллективы людей и отдельные исполнители; связи — информационные, соподчинения и взаимодействия);
- документальные (элементы — неделимые составные части и документы АС; связи — взаимодействия и подчинения);
- алгоритмические (элементы — алгоритмы; связи — информационные);
- программные (элементы — программные модули и изделия, связи — управленческие);
- информационные (элементы — формы существования и представления информации в системе; связи — операции преобразования информации в системе).